# Kopunktalität
Kopunktalität ist eine geometrische Eigenschaft, die sich auf Geraden oder auf Ebenen beziehen kann. Kopunktale Geraden sind Geraden, die durch einen gemeinsamen Punkt gehen, also mit demselben Punkt inzidieren. Entsprechend sind kopunktale Ebenen definiert als Ebenen, die durch einen gemeinsamen Punkt gehen.

## Euklidische Geometrie
Beispiele aus der euklidischen Geometrie:
- Die drei Seitenhalbierenden eines Dreiecks sind kopunktal, da sie sich im Schwerpunkt schneiden.
- Die drei Winkelhalbierenden eines Dreiecks sind kopunktal. Gemeinsamer Punkt ist der Inkreismittelpunkt.
- Die drei Mittelsenkrechten eines Dreiecks sind kopunktal. Sie schneiden sich im Umkreismittelpunkt.
- Die drei Höhen eines Dreiecks sind kopunktal. Gemeinsamer Punkt ist der Höhenschnittpunkt (auch Orthozentrum).
- Der Satz von Ceva liefert ein Kriterium dafür, dass drei Ecktransversalen eines Dreiecks kopunktal sind.

## Analytische Geometrie

### Kopunktale Geraden
Die beiden folgenden Kriterien liefern notwendige Bedingungen für kopunktale Geraden in der Ebene.
Sind drei Geraden der Ebene mit den Gleichungen
{\displaystyle A_{1}x+B_{1}y+C_{1}=0,\quad A_{2}x+B_{2}y+C_{2}=0\quad {\text{und}}\quad A_{3}x+B_{3}y+C_{3}=0}
kopunktal, so gilt
{\displaystyle {\begin{vmatrix}A_{1}&B_{1}&C_{1}\\A_{2}&B_{2}&C_{2}\\A_{3}&B_{3}&C_{3}\end{vmatrix}}=0}.
(Der Rechenausdruck auf der linken Seite ist eine Determinante.)
Sind drei Geraden der Ebene mit den Gleichungen
{\displaystyle {\vec {x}}={\begin{pmatrix}a_{1}\\a_{2}\end{pmatrix}}+r{\begin{pmatrix}u_{1}\\u_{2}\end{pmatrix}},\quad {\vec {x}}={\begin{pmatrix}b_{1}\\b_{2}\end{pmatrix}}+s{\begin{pmatrix}v_{1}\\v_{2}\end{pmatrix}}\quad {\text{und}}\quad {\vec {x}}={\begin{pmatrix}c_{1}\\c_{2}\end{pmatrix}}+t{\begin{pmatrix}w_{1}\\w_{2}\end{pmatrix}}}
kopunktal, so gilt
{\displaystyle {\begin{vmatrix}a_{1}&u_{1}\\a_{2}&u_{2}\end{vmatrix}}\cdot {\begin{vmatrix}v_{1}&w_{1}\\v_{2}&w_{2}\end{vmatrix}}+{\begin{vmatrix}b_{1}&v_{1}\\b_{2}&v_{2}\end{vmatrix}}\cdot {\begin{vmatrix}w_{1}&u_{1}\\w_{2}&u_{2}\end{vmatrix}}+{\begin{vmatrix}c_{1}&w_{1}\\c_{2}&w_{2}\end{vmatrix}}\cdot {\begin{vmatrix}u_{1}&v_{1}\\u_{2}&v_{2}\end{vmatrix}}=0}.

### Kopunktale Ebenen
Sind vier Ebenen im Raum mit den Gleichungen
{\displaystyle A_{1}x+B_{1}y+C_{1}z+D_{1}=0,\quad \ldots ,\quad A_{4}x+B_{4}y+C_{4}z+D_{4}=0}
kopunktal, so gilt
{\displaystyle {\begin{vmatrix}A_{1}&B_{1}&C_{1}&D_{1}\\A_{2}&B_{2}&C_{2}&D_{2}\\A_{3}&B_{3}&C_{3}&D_{3}\\A_{4}&B_{4}&C_{4}&D_{4}\end{vmatrix}}=0}.